# Фарос, Беньямин
Беньямин Торесен Фарос (норв. Benjamin Thoresen Faraas; 8 сентября 2005) — норвежский футболист, полузащитник клуба «Клуб НКСТ».

## Клубная карьера
Выступал за молодёжные команды клубов «Флиса» и «Хам-Кам». 18 апреля 2022 года дебютировал в основном составе «Хам-Кама» в матче норвежской Элитсерии против «Саннефьорда». 14 августа 2022 года забил свой первый гол в матче против «Волеренги».

## Карьера в сборной
Выступал за сборные Норвегии до 16, до 17, до 18 и до 19 лет.